# Schizachyrium pachyarthron
Schizachyrium pachyarthron är en gräsart som beskrevs av Charles Austin Gardner. Schizachyrium pachyarthron ingår i släktet Schizachyrium och familjen gräs. Inga underarter finns listade i Catalogue of Life.